# Kertész-Bakos Ferenc
Kertész-Bakos Ferenc (Budapest, 1961 –) magyar politikus.

## Szakmai és társadalmi tevékenysége
Kezdetben filmklubokat szervezett pesti barátainak és filmesztétika előadásokat tartott a spanyol szürrealizmus, az angol új hullám és az amerikai western filmelemzéseivel[forrás?]. A '80-as évek végén megalapította a rövid ideig működő Artfórum Egyesületet, amiből hamarosan kinőtt az úgynevezett artkino hálózat[forrás?]. Hivatalos életrajza szerint közgazdász diplomát és PhD fokozatot szerzett a Madison Intézetben (USA), papírjait azonban újságírói kérésre nem mutatta be, s nem is honosíttatta őket, ezért oknyomozó cikkek szerint valódi felsőfokú végzettséggel valójában nem rendelkezik. Posztgraduális jogi mesterképzését (LLM) életrajza szerint Lengyelországban (Warsaw Management University) végezte, azonban újságírói vélemény alapján publikált újságcikk szerint ilyen képzés ezen az egyetemen nem működik, valójában az egyetem hivatalos honlapján a képzés mégis szerepel. (lásd még: Botrányai fejezet)
Közben 2003-ban pályázati szakértői oklevelet szerzett Miskolcon, Magyarország uniós csatlakozásakor az EU Pályázati Szakértők Szövetségének önkormányzati ügyekért felelős elnökhelyettese, majd a szervezet elnöke lett. Ebben az időszakban projektmenedzsmentet tanított.
2010-től gazdaságetikai kérdések felé fordult, munkáiban élesen kritizálta a társadalmi eszképizmus és erkölcsrelativizmus által jellemzett posztmodern társadalmat. 2012-ben megjelent Politikai okkultizmus című könyve, melyben a kapitalizmus logikájából törvényszerűen következő ellenkulturális mozgalmak magyarországi megjelenéseit elemezte. A New Age és az újpogányság szemléletének térhódítását a nemzetközi szabadkőművesség ideológiai győzelmének tekintette, amellyel szemben csak a kereszténységhez való visszatérésben látott általános érvényű megoldást. Elmélete szerint vallás nélkül hiányos a társadalom, szükség van valamire, amely a hagyományos vallásokhoz hasonlóan átfogóan foglalkozik az emberi léttel. Teóriája szerint a felvilágosodás forradalmait követően a keresztény gondolkodás helyébe a közgazdasági elmélet és gyakorlat került a középpontba, és nem csak a gazdasági élet, hanem a társadalom egésze is úgy alakult át, hogy a gazdasági növekedés szolgálatába álljon. Az „isten” ebben az esetben a gazdasági növekedés, a vallást gyakorló embereket pedig „fogyasztói társadalomnak” nevezik. A kapitalizmus új vallása a növekedésben keresi a megváltást. A „megváltás” a kapitalizmus tanai szerint a szegénységből és az azzal járó bajokból való szabadulást jelenti.
2019-ben egy kis Marcal-menti község, Rigács polgármesterének választották. Településével 2023-ban elnyerte az Európa Tanács "Európai Kiváló Kormányzás" díját. A 2024. évi önkormányzati választás eredményeként, 2024. október 1-jével második viklusát is megkezdhette a Veszprém vármegyei település élén.

## Társadalomkritikája
Kertész-Bakos szerint a modern kor az irányvesztettség kora, mely világnézeti, vallási és erkölcsi téren a legnagyobb kihívást jelenti a társadalomnak. A folyamat eredménye a közös irányadó értékrend elvesztése, a teljes irányvesztés, amikor az ember teljesen önmagára van utalva. És ha nincs egy abszolút mérce, ami irányt, biztos talajt adna számára, akkor nem csoda, hogy a gondolkodásmódja szélsőségesen szubjektív: igaz az, amit igaznak tart. A kapitalizmus vallásában élő ember erkölcse az adott helyzettől, illetve környezetének erkölcsi színvonalától függ, tehát a morális igazságot a többségi gyakorlat határozza meg. A vallásossága szinkretista és individualista: vagyis mindenből összeválogatja a neki tetszőt, így megszülető igazságegyvelegével pedig a saját vallásosság igényét igyekszik kielégíteni. Ahogyan elgépiesült a kapitalizmus emberének mindennapi élete, úgy váltotta fel az irányvesztettség következtében a "modernitás"-nak a tudományba, észbe vetett vakhitét az élményközpontú, individualista „posztmodernitás”, előállítva a nyugatinak nevezett kultúra ellenkulturális mozgalmait.

## Tudományszervezési programja
A John Henry Newman Felsőoktatási Képzési Központ elnöke, a Wekerle Sándor Üzleti Főiskola kutatótanára, majd fejlesztési főigazgatója. Tudományszervezési tevékenységet folytat, megalapítja az úgynevezett Jövőegyetem projektet. Érvelése szerint napjaink élvonalbeli egyetemei jobban hasonlítanak a középkori keresztény universitasra, mint sokan gondolnák. A középkori egyetem több hallgatói generáció gyűjtőhelye volt, oktatott, kutatott, nevelt, a szerzetesi iskola pedig még gazdasági tevékenységet is folytatott. Az agrárium, az élelmiszeripar, valamint a kézműipar legmagasabb hozzáadott-értéket képviselő egységei a studium generale-k tőszomszédságában működő műhelyekben, gazdaságokban voltak fellelhetők a keresztény Európában. A 21. századi vállalkozó egyetem fizikai és virtuális tere a kontinentális felvilágosodás romboló hatását orvosolva ismét integrálja az oktatás, a kutatás, a termelés, a művészet funkcióit, és mindezek eredményeit minden felnőtt generáció számára hozzáférhetővé teszi. A jövőegyetem épít a keresztény egyetemi tradíció számos elemére azáltal, hogy sokkal nagyobb jelentőséget tulajdonít a kutatási eredmények képzési helyen történő gyakorlati hasznosulásának. A jövőegyetem urbanisztikai szempontból is gyökeresen átértelmezi az egyetemről alkotott korábbi fogalmainkat (ebben is nagyban hasonlítva a középkori szerzetesi iskolák multifunkciós jellegéhez). A jövőegyetem ugyanis hasznosítja az interneten keresztüli kurzusokat nyújtó un. virtuális egyetem szolgáltatásai miatt egyre alacsonyabb kihasználtságú kampuszok feleslegessé váló köztereit. Megfogalmazása szerint a 21. századi felsőoktatás feladata nem pusztán az, hogy a jelenkor gazdasági szerkezete számára biztosítsa a szakember-utánpótlást, hanem ennél jóval több: a hagyományos értékekre fókuszáló szocializáció, a tradicionális normarendszer áthagyományozása, az igazság forrását megismerni szándékozó tudás iránti igény kialakítása, valamint az ehhez való képességek kibontakoztatása. A felsőoktatás újraalapozásának szükségessége nem csak a túlterhelt egyetemi szféra mai gazdasági krízisére, hanem a kontinentális felvilágosodás eleve romboló hatásaira vezethető vissza. A jólétinek nevezett, ráadásul posztkommunista felhangokkal terhelt magyar társadalom intellektuális köreiben domináló erkölcsrelativizmus, valamint az akadémiai világot és a tanszékeket jellemző dekadens szellemi elitek a keresztény-konzervatív gondolkodókat hosszú ideig kiszorították az egyetemekről. A racionalizmus örököseként fellépő kutatók, művészek és egyetemi oktatók viszont a hagyományos munkaerkölcs és a társadalmi tradíciók megvetésére sarkallták a tömegesedő egyetemeken koncentrálódó ifjúság legtehetségesebb, legaktívabb tagjait. A meredeken növekedő államháztartási forrástömeget lekötő felsőoktatás egyre romló képzési színvonalat volt csak képes nyújtani a hierarchikus rendet teljes egészében elvető, gyenge tanulói morállal rendelkező hallgatóság számára. A jólétinek nevezett állam erkölcsi és gazdasági csődje nyilvánvaló. A társadalmi eszképizmus, azaz a korábban általánosan elfogadott normák és közerkölcsök világából való kivonulás igénye a komplex humán-reprodukciós mechanizmus teljes ellehetetlenülésének veszélyével fenyeget.

## Botrányai
Kertész-Bakos Ferencet több sajtóhírben is azzal vádolták, hogy a New York-i bejegyzésű Pro Deo State University (PDSU) dékánjaként a saját, illetve több magyar közéleti személyiség kétes doktori címének kiadásában is szerepet játszott, melyet az érintett többször is cáfolt: a PDSU magisztrátusa 2004-ben valóban adományozott egy magyar személynek tiszteletbeli doktori címet, Kertész-Bakos Ferenc azonban csak 8 évvel később, 2012-ben került az egyetem magyarországi alapítványához kurátorként, nevezetesen a Magyarországon bejegyzett Pro Deo State University Közép-Európai Tudományos Alapítványhoz, melynek befolyása sem az amerikai egyetem működésével kapcsolatban, sem az egyetemi tiszteletbeli címek odaítélésében nincs.
Az Alapítvány 2012 és 2014 között különböző médiaképzésekkel jelentkezett a magyar oktatási piacon, így például nemzetközi dokumentarista mesterkurzust hirdetett operatőröknek és filmrendezőknek, ahol a kurzus tiszteletbeli rektora, a zsűri elnöke Sára Sándor, a Nemzet filmművésze, tiszteletbeli dékánja, a kurzus vezetője Kisfaludy András filmrendező, tanárai Mihályfy László és Tari János filmrendezők voltak.
A Kertész-Bakos Ferenc által alapított John Henry Newman Oktatási Központ Sümegen közösségi főiskolát akart indítani a Magyar Nemzeti Bank alapítványainak támogatásával, a leendő intézmény azonban politikai hecckampány áldozatává vált, az üzemeltető céget feljelentették azzal, hogy a pénzek jelentős részét jogtalanul használták fel és a könyvvizsgáló szerint Kertész-Bakos szerepét tisztázni kell büntetőjogi szempontból. Kertész-Bakos Ferencet a sikkasztás gyanúja mellett hamis doktori fokozat használatáért is feljelentették, a vádak azonban hamisnak bizonyultak: a rendőrség a sikkasztás gyanújában bűncselekmény hiányában zárta le a nyomozást, míg a hamis doktori fokozat használatának vádjával vizsgált közokirat-hamisítás alól a bíróság felmentette. Az alapítók szerint a lejárató kampány célja az intézmény keresztény szellemiségének ellehetetlenítése volt.

## Publikációi
Könyvek:
- Politikai okkultizmus: hamisított történelem az Arvisuráktól a pálosokig. Budapest, magánkiadás, 2012[26]
- Globalizáció és társadalom (társszerzők: Matus János, Fülep Dániel) Budapest, Jövőegyetem könyvek, 2015[27]
- Gazdaság – Etika – Globalizáció (társszerzők: Bod Péter Ákos, Matus János, Hollós János, Benvin Sebastian Madassery, Zsebők Csba, Lakó, Sándor, Barsi Balázs, Gabriele Kuby, Fülep Dániel) Budapest, Jövőegyetem könyvek, 2016[28]
- Monetáris politikai innovációk (társszerzők: Suha György, Matus János, Lakó Sándor) Budapest, Jövőegyetem könyvek, 2016[29]
- Az önellátó vidék (társszerző: Niklós András) Budapest, World Promotion, 2019[30][31]
- Pályázati projektek tervezése (társszerzők: Téglás Sándor, Bíró Tamás) Budapest, World Promotion, 2019[32]

Gazdasági publikációk:
- Matematikai-közgazdasági modellek alkalmazásának lehetőségei a geofizikai kutatások energetikai tervezésénél és elemzésénél.
- A szövetkezeti modell, mint modernizációs erőforrás.
- A pályázatfigyelés és a probléma.
- A pályázatírás logikai keretmegközelítés módszere.
- A felsőoktatás átalakulása.
- Agrár és vidékfejlesztési program rövid és hosszútávon.
- EU pályázati tapasztalatok.
- Cél a céltámogatás.
- Többféle forrás a környezetvédelemre.

Vallás és társadalom gyüjtőcímű előadásai:
- A globális etika kritikája
- A kapitalizmus „teológiája”
- Kereszténység és nemzettudat
- A hit kötelezettsége
- Keresztények a társadalomban
- Szexuális forradalom szerepe a nyugati kultúra lebontásában
- A magyarság történelmi gyökereinek nyomában
- A lovagság társadalmi szerepe a 21. században
- A Magyar Pálos Rend 800 éves története
- Kereszténységről a közéletben
- A Magyar Pálos Rend erdélyi visszatelepülése
- Jézus magyar volt? Történelmi sületlenségek tárháza
- Okkult legendák a Pálos Rend körül
- Nemzet és vallás
- Mátyás király legendái és a Pálos Rend titkai
- A gnoszitkus tanítások és a magyar néphagyomány hamis párosítása
- Keresztény és nem keresztény szimbólumok
- Állam és nemzet
- Tévtanítások a magyarságról
- Az újpogányság